# 阿塔拉亚省

阿塔拉亚省（西班牙語：Provincia de Atalaya），是秘鲁乌卡亚利大区的一个省，位于普鲁斯省以西。阿塔拉亚省总面积38,924.43 km2 ，总人口38,104，人口密度1.0人/km2。该省首府位于阿塔拉亚。阿塔拉亚省成立于1982年6月1日。

## 行政区划
阿塔拉亚省分为4个区。